# Dubliňané
Dubliňané (anglicky Dubliners) je sbírka črt a krátkých povídek Jamese Joyce, poprvé publikovaná v roce 1914 v nakladatelství Grant Richards. Skládá se z patnácti povídek, líčících naturalisticky život dublinské střední třídy na počátku 20. století. Do češtiny byla kniha přeložena poprvé v roce 1933 Josefem Hrůšou, poté v roce 1959 Zdeňkem Urbánkem a v roce 1988 Aloysem Skoumalem (Skoumalův překlad vyšel znovu v roce 1990 a Urbánkův v roce 2000 spolu se Skoumalovým překladem Joyceova Portrétu umělce v jinošských letech).
Kniha byla psána v době vrcholu irského nacionalismu, kdy národní uvědomění bouřilo a kdy se v Irsku střetávalo mnoho různých myšlenek a kulturních vlivů. Ústředním motivem všech Joyceových povídek je epifanie – moment, kdy postavy pochopí samy sebe. Některé z postav Dubliňanů mají také epizodní úlohu v Odysseovi (např. Lenehan a Corley, Tom Kernan, Čmuchal Flynn, Martin Cunningham, M’Coy a Robert Doran). Několik povídek Joyce do této sbírky nakonec nezařadil a zpravidla je posléze sám zničil. Součástí Dubliňanů měla být například také povídka Dublinský den pana Blooma, která byla nakonec přepracována do románu Odysseus. Původní verze této povídky se ale nedochovala.
Tři úvodní povídky cyklu jsou vyprávěny dětským vypravěčem v ich-formě. Od čtvrté povídky je děj prezentován v er-formě a protagonisté jsou také čím dál starší. Jednotlivé povídky obsahují mnoho prolínajících se motivů či jen obratů a vět. Poslední povídka, Nebožtíci (The Dead) je spíše novela, jakési shrnutí myšlenek a motivů celého cyklu. Některé povídky jsou spíše črtami, jejich děj je velmi jednoduchý, často alegorický. Stylisticky i formálně se kniha od ostatních Joyceových děl velmi liší, ještě nepřísluší k modernismu, nýbrž spíše k naturalismu. Téměř vůbec zde není použit proud vědomí. Konec povídek je zpravidla otevřený.

## Obsah jednotlivých povídek
Sestry (The Sisters)

Starý moudrý kněz James Flynn, s nímž se přátelil malý chlapec, vypravěč povídky, zemřel. Chlapcova rodina (teta a strýc) mluví o jeho smrti a vztahu chlapce k němu, ale velmi povrchně. Druhého dne večer jde vypravěč spolu s tetou na návštěvu do domu smutku, přivítají je knězovy sestry Nannie a Eliza. Chlapce napadne, že se nebožtík bude nad tím, že leží v rakvi, usmívat; jeho tvář je ale vážná. Příbuzné mluví o jeho smrti a přípravě pohřbu, pochvalují pátera O’Rourke za pomoc a svého bratra litují. Říkají, že se mu život nepovedl, že jej zmáhaly kněžské povinnosti a Eliza vypráví o tom, jak rozbil kalich, což považoval za špatné znamení, a jak jej jednou nalezli ve zpovědnici, jak tam po tmě sedí a pochechtává se.
"Najednou zmlkla jako by poslouchala. Já jsem taky poslouchal; v domě se však nic neozvalo. Věděl jsem, že starý kněz pořád leží v rakvi, jak jsme ho viděli, ve smrti vážný a vzdorný, a na prsou má zbytečný kalich.
Eliza znovu promluvila:

Při plném vědomí a pochechtává se. Když to tedy uviděli, řekli si, že mu v hlavě přeskočilo." (str. 18)
Střetnutí (An Encounter) 

Dva chlapci, vypravěč a jeho mladší kamarád Mahony, jdou "za školu". Setkají se se starším mužem, jenž se s nimi dá do řeči o počasí a podobně, poté se chlapců ptá, zda četli básně Thomase Moorea a dílo Sira Waltera Scotta a Lorda Byrona. Starší chlapec chce muži imponovat, a tak o každé zmíněné knize tvrdí, že ji četl. Chlap obrátí list a ptá se chlapců, kolik mají děvčat, zastává velmi liberální postoje a tvrdí že: "Každý hoch má milenku." Později od chlapců na chvilku odejde (je nepřímo naznačeno, že onanuje), poté se vrátí a hovoří s nimi o tomtéž tématu. Mahony má strach a raději se vzdálí, vypravěč zatím zůstává. Muž mluví mnohem přísněji, prosazuje tělesné tresty pro každého chlapce, který chodí za děvčaty. Kluk se cítí zmatený a dostává strach, s chlapem se rozloučí a naoko klidně odchází. Zavolá na Mahonyho, který se toulá opodál, a v duchu se kaje, že jím pohrdal pro jeho zbabělost.
"Má prý doma všechna díla Sira Waltera Scotta a všechna díla Lorda Lyttona, která ovšem nesmějí hoši číst. Mahony se zeptal, proč je hoši nesmějí číst – ta otázka mě pobouřila a zamrzela, bál jsem se, že mě ten člověk bude pokládat za tak hloupého, jako je Mahony." (str. 29)
Arábie (Araby)

Chlapec (vypravěč) se zamiluje do sestry svého kamaráda Mangana. Ta se s ním jednou dá do řeči a lituje, že nemůže jít na bazar Arábie. Chlapec jí slíbí, že tam půjde a přinese pro ni dárek. Musí čekat na strýce, aby mu dal peníze, ten se ale zpozdí a vypravěč se tak dostane na místo bazaru, až v deset večer, kdy už je většina stánků zavřená. Nakonec nic nekoupí.
"Otálel jsem před jejím stánkem, třebaže jsem věděl, že se zbytečně zdržuji, abych vzbudil dojem, že se o její zboží opravdu zajímám. Potom jsem se zvolna obrátil a zvolna odcházel prostředkem bazaru. Obě penny jsem v kapse upustil na sixpenci. Z jednoho konce galerie jsem uslyšel něčí hlas, že se zháší. Hořejšek galerie byl už úplně ve tmě.

Civěl jsem do tmy a pozoroval, že jsem tvor špinavý a sžíraný marností; a oči mě pálily lítostí a vztekem." (str. 43–44)
Evelina (Eveline)

Devatenáctiletá dívka Evelina Hillová žije se svým despotickým otcem, kterému musí odevzdávat celý svůj plat. Pracuje v obchodě s konfekcí, kde ji často sekýruje její vedoucí paní Gavanová. K tomu se stará o domácnost a dohlíží na mladší děti, které ještě chodí do školy. Seznámí se s námořníkem Frankem, který se do ní zamiluje a chce s ní odjet do Buenos Aires. Evelina se těší, že se vymaní svému dosavadnímu osudu, zároveň však cítí jistý stesk. Frank zakoupí pro oba lodní lístky, ale Evelina si to, když už stojí v přístavu rozmyslí a Frankovi uteče.
"Rozběhl se za bariéru a volal, ať jde za ním. Pokřikovali na něho, aby šel dál, ale on na ni pořád volal. Trpně jako bezmocný tvor k němu obracela sinalou tvář. V očích jí nebylo znát, že ho miluje, že se s ním loučí, ba ani že ho poznává." (str. 54)
Po závodě (After the Race) 

Skupinka mladíků (každý jiné národnosti – Ir, Francouz, Kanaďan, Maďar) se účastní automobilového závodu ulicemi Dublinu. Později jdou na večeři do hotelu a slaví. V tom pokračují na jachtě Američana Farleyho, kde Ir Jimmy Doyle prohraje v kartách velkou sumu peněz. Vzájemné vztahy mezi mladíky jsou alegorií na soudobé politické poměry.
Dva kumpáni (Two Gallants) 

Dva muži Lenehan, jednatřicetiletý pobuda veselé mysli, o němž nikdo z určitostí neví, z čeho žije (povídá se, že má co dočinění s dostihovými tikety), a jeho přítel Corley, příživník a informátor tajné policie, se procházejí ulicemi Dublinu. Corley vypráví svému kamarádovi o své nové přítelkyni, ze které chce vytáhnout peníze. Lenehan má obavy, že to nevyjde, ale Corley si je jistý. Poté se rozloučí: Corley má rande se svou služtičkou a Lenehan se nazdařbůh potuluje po městě a napadá jej, že by si měl konečně sehnat pořádnou práci a založit rodinu. V půl jedenácté se přátelé opět sejdou, Corley zprvu neodpovídá na Lenehanovy dotazy po zdaru podfuku, nakonec mu však v natažené ruce ukáže zlaťák.
Penzion (The Boarding House)

Paní Mooneyová je dcerou řezníka, vzala si otcova tovaryše, který se začal opíjet a nakonec přivedl podnik se zdarem na dno. Paní Mooneyová zašla za knězem, jenž jí zařídil rozluku, a později si pořídila penzion pro svobodné pány. Má devatenáctiletou dceru Polly, ta se spustí s jedním z obyvatel penzionu, pětatřicetiletým Robertem Doranem. Matka na to přijde a chce dosáhnout toho, aby se pan Doran s Polly oženil. Robert ovšem Polly nemiluje, cítí se zahnán do pasti, kterou na něj matka s dcerou narafičily, ale nakonec mu nezbude nic jiného, než se sňatkem souhlasit.
Obláček (A Little Cloud)

Muž přezdívaný Malý Chandler, dvaatřicetiletý dublinský úředníček se má po osmi letech setkat se svým přítelem Ignatiem Gallaherem, jenž přijíždí do Dublinu. Gallaher se moc dobře neučil, byl to bohém a v Dublinu si jej pamatovali jako nicku. V Londýně se však stal úspěšným novinářem. Chandler se rozpomene na své vlastní literární sny a těší se na setkání s přítelem. Povečeří spolu, Ignatius vypráví příteli o Londýně, Paříži, Berlíně a o tamějších mravech. Chandler je dost šokován a jasně si uvědomuje rozdíl mezi starým kamarádem a sebou, který se nikdy nedostal dál, než na ostrov Man. Pak přijde domů, přemýšlí o své rodině. Oženil se před více než rokem, má malého synka. Jeho žena Annie je hezká, ale chladná. Pociťuje smutek při pohledu na kýčovitý nábytek na splátky, který vybrala manželka. Chce se začíst do veršů Lorda Byrona, ale v tom začne dítě křičet. Snaží se je utišit, ale mimino začne řvát ještě víc. Pak se vrátí Annie, která odešla na menší nákup, vynadá Chandlerovi, protože si myslí, že malému něco provedl, a chová se k němu nepřátelsky.
"Malého Chandlera polévala hanba a odstoupil od lampy. Poslouchal, jak dětský vzlykot stále víc slábne; a do očí mu vhrkly slzy lítosti." 

(str. 119)
Soupeři (Counterparts)

Frustrovaný úředníček Farrington často a hodně pije, má problémy v zaměstnání. Dostane se do sporu se svým vedoucím, panem Alleynem, kterého usadí vtipnou poznámkou. Chce se opít, ale nemá peníze, tak dá své hodinky do zastavárny. Pak popíjí s přáteli, dá si páku s jedním mladíkem, ale prohraje. Nakonec už zase nic nemá, navíc se ani pořádně neopil. Po návratu domů, zjistí, že žena je v kostele a v krbu hasne oheň. Aby vybil svůj vztek, zbije syna, kterého viní z toho, že oheň vyhasl.
"Na rohu O’Connellova mostu stál nějaký zachmuřený člověk a čekal, až ho sandymountská tramvajka odveze domů. Doutnala v něm zlost a pomstychtivost. Byl celý zdrcený a omrzelý; ani se pořádně neopil, a v kapse měl všeho všudy dvě penny. Nadával na všechno. Pěkně si to v kanceláři nadrobil, hodinky dal do zastavárny, všechno utratil a ani se neopil. Dostal už zase žízeň a zatoužil po parné začpělé hospůdce. Ztratil pověst siláka, když ho dvakrát porazil ten kluk. Vztekem mu kypělo srdce a při vzpomínce na dámu v širokém klobouku, která o něho zavadila a řekla PROMIŇTĚ!, vztekem se div nezadusil." (str. 135–136)
Hlína (Clay)

Služku Marii mají všichni rádi, aspoň ona má takový dojem. Těší se na halloweenský večer, který má trávit s rodinnou Joea Donnellyho, o kterého se starala, když byl malý. Pro děti koupí koláče a pro manžele Donnelyovi dort. V tramvaji je plno a žádný mladík ji nepustí sednout, ale nějaký sympatický starší pán jí místo udělá. Pak Maria přijde k Donnelyovům a chce předat dárek, ale nemůže jej najít. Až po chvíli ji napadne, že ho asi ukradl ten pán, co ji v tramvaji pustil sedět. Je tím velice zklamána. Při tradiční hře s dětmi si vytáhne hromádku hlíny (podle pověry to značí smrt), Donnelyovi si uvědomí faux pas, dívce ze sousedství, která je zato zodpovědná vyčiní a Maria musí táhnout znova (vytáhne si kancionál).
Trapný případ (A Painful Case)

Asketický bankovní úředník Duffy se seznámí s vdanou paní Emily Sinicovou. Po nevinném přátelství se do něj paní Sinicová zamiluje, jemu se to ale nelíbí a přeruší s ní veškeré styky. Po čtyřech letech se v novinách dočte, že ji přejel vlak, když přecházela přes koleje. Její rodina přiznává, že se z ní stala alkoholička, mohlo se jednat i o sebevraždu. Duffy je nejprve rozhořčen nad tím, že s takovou ženštinou mohl udržovat přátelství, ale pak si uvědomí, že je to vlastně on, kdo nepřímo způsobil její tragický konec (krutá ironie je v tom, že novinový článek zdůrazňuje, že nikdo není ničím vinen).
"Jedna lidská bytost se snad do něho zamilovala a on jí odepřel život i štěstí. Odsoudil ji k hanbě, k potupné smrti. Věděl, že ho dole ležící postavy pozorují a chtějí, aby odešel. Nikdo o něho nestojí; je vyvržen z hostiny života. Zadíval se na šedě třpytnou řeku vinoucí se k Dublinu. Za řekou uviděl nákladní vlak, vyjíždějící z nádraží v Kingsbridge, který se s ohnivou hlavou urputně, lopotně jako červ vine tmou. Zvolna mizel z dohledu, ale v uších mu pořád zněl lopotný hřmot lokomotivy, stále slabikující její jméno.

Pustil se zpátky, kudy přišel, a do uší mu dále bušil rytmus lokomotivy. Zapochyboval o pravdivosti toho, co mu říká paměť. Zůstal stát pod stromem, až rytmus dozní. Už ji v té tmě u sebe nevnímal, její hlas k němu nedoléhal. Chvíli čekal a napínal sluch. Nic neslyšel: noc nadobro ztichla. Znovu se zaposlouchal: nadobro ztichla. Pochopil, že je sám." (str. 166)
Břečťanový den ve spolkové klubovně (Ivy Day in the Committee Room)

Skupinka mužů z volebního štábu kandidáta na starostu pana Tierneyho, přezdívaného Křivák, diskutuje ve výroční den smrti národního vůdce Charlese Stewarta Parnella o politice. Jeden z mužů nakonec na Parnella přednese neumělou ódu.
Matka (A Mother)

Amatérské klavíristce Kathleen Kearneyové je nabídnuto angažmá v sérii klavírních koncertů. Do věci se vloží její romanticky založená matka, která pomáhá s propagací koncertů a uzavře smlouvu s panem Holohanem na osm guinejí. Koncerty ale nemají očekávanou návštěvnost a ten páteční je dokonce zrušen, paní Kearneyová pojme podezření a znovu se vyptává na dceřin plat, dostává se jí však jen vyhýbavých odpovědí. S tím se nehodlá smířit a chce peníze na ruku. Když před sobotním koncertem pohrozí, že dcera hrát nebude, dostane čtyři guineje. V polovině programu se zástupci výboru rozhodnou, že zbytek jí hned dát nemohou. Když paní Kearneyová dál vyhrožuje, že dcera hrát nebude, pokud nedostane zbylé čtyři guineje, požádají pořadatelé altistku slečnu Healyovou, aby zahrála ona. Paní Kearneyová je tím uražena a i s dcerou a manželem okamžitě odjede. Všichni ostatní však jednání pořadatelů schvalují.
Milost (Grace)

Obchodní cestující Tom Kernan, špatný křesťan, hodně pije. Jednou upadne v baru ze schodů a ukousne si špičku jazyka. Domů jej odveze jeho přítel pan Power, ten slíbí Kernanově ženě, že Toma napraví. O pár dní později za panem Kernanem zajde spolu s dalšími přáteli: panem M’Coyem, panem Cunninghamema a panem Fogartym. Společně přimějí pacienta, aby se zúčastnil jezuitských exercicií, vyzpovídal se a navrátil se ke křesťanství.
Nebožtíci (The Dead)

Gabriel Conroy se společně se svou ženou Grettou krátce po Vánocích účastní tradičního výročního plesu slečen Morkanových. Slečny Morkanovy jsou tři: postarší sestry Julie a Kate, Gabrielovy tety, a jejich neteř Mary Jane. Všechny tři jsou velice muzikální (ač jinak nevzdělané) a dávají hodiny klavíru, slečna Julie navíc zpívá. Plesu se účastní mnoho příbuzných a známých, např. Freddy Malins, jenž přijde jako vždy přiopilý, rozverný pan Browne, pyšný tenor Bartell D’Arcy a vlastenecky založená slečna Molly Ivorsová. Všechno se celkem daří, dokonce ani Freddy není zas tak moc opilý. Mary Jane zahraje na klavír, její hra se sice zřejmě líbí jen jí samotné a tetě Kate, jež jí obrací noty, ale i tak sklidí potlesk. Pak se tančí, Gabriel má za partnerku slečnu Ivorsovou, ta jej obviní, že píše literární sloupky do Daily Expressu a je tedy Západní Brit. Gabriel se brání, že literární recenze nemají nic společného s politikou. Slečna Ivorsová pak dělá, jako by to řekla jen žertem a pozve Gabriela na Aranské ostrovy při západním pobřeží Irska. Ten odmítne s tím, že v létě obvykle jezdí s přáteli na kole po Francii, Belgii a Německu. Dívka na to odpoví, že by měl raději poznávat vlastní zemi. Gabriel tvrdí, že chce zůstat v kontaktu s cizími jazyky, načež je tázán, proč nechce být raději ve spojení s vlastním jazykem, irštinou. Gabriel odpoví, že irština konec konců není jeho jazyk. Po dalších naléhavých dotazech mladé vlastenky nakonec řekne, že se mu jeho vlast hnusí. Slečna Ivorsová jej opět označí Západním Britem a později odejde, ale dělá jako by její odchod neměl s Gabrielem nic společného. Ještě předtím se k Gabrielovi vrátí jeho žena a ptá se, zda se s Molly nepohádali. Odpověděl, že jen odmítl její pozvání na výlet do západního Irska. Gretta je však tou nabídkou nadšena, poněvadž by se ráda podívala do Galway, kde vyrůstala, a nechápe manželovo odmítnutí. Poté Gabriel jako každý rok naporcuje husu a šunku a přednese svůj projev, který jako vždy vzbudí zasloužený potlesk. Teprve když už většina lidí odejde, uráčí se mírně nachlazený tenor pan D’Arcy zazpívat. Na klavír mu hraje slečna O’Callaghanová a na zpěvu je znát, že si zpěvák není jist, a to ani slovy. Nicméně Gabriel poznává, že píseň je zřejmě složena ve staroirské tónině. Gretta je písní téměř hypnotizována a Gabrielovi se v tom stavu velice líbí. Na dotazy ostatních, co to vlastně zpíval, odpoví pan D’Arcy, že šlo o Děvče z Aughrimu. Ples však už definitivně skončil, manželé Conroyovi mají přespat v blízkém hotelu a Gabriel má pocit, že i jeho žena je v té správné náladě, aby noc nebyla nudná. Avšak její chování po příchodu do hotelu je poněkud divné. Gabriel se jí ptá, co ji tak rozrušilo. Nakonec vyjde najevo, že to byla ta píseň, Děvče z Aughrimu. Gretta svému muži vypráví, o tom, jak ji kdysi, ještě v Galway, zpíval její milý Michael Furey. Gabriel se nejprve cítí dotčen, že jeho žena takové romantické noci myslí na někoho jiného. Gretta však vypráví dál: o tom jak Michael onemocněl, zrovna když měla odejít do kláštera, jak se mu přitížilo, takže za ním nesměla před odjezdem zajít a jak nakonec na smrt nemocný Michael přišel v dešti za ní. Jeho smrt si klade za vinu, rozpláče se a Gabriel pochopí, že ji musí nechat samotnou. Manželka se nakonec utiší a usne, Gabriel se dívá z okna, jak sněží. V tom se sám dá do pláče a zdá se mu, že venku vidí Michaela Fureyho i další mrtvé.
pozn. citace podle Skoumalova překladu (Odeon, Praha 1988)